# Digimon Story: Cyber Sleuth - Hacker's Memory
Digimon Story: Cyber Sleuth - Hacker's Memory (デジモンストーリー　サイバースルゥース　ハッカーズメモリー, Dejimon Sutōrī: Saibā Surwūsu: Hakkāzu Memorī) est un jeu vidéo de rôle, tiré de la franchise médiatique Digimon, développé par Media.Vision et distribué par Bandai Namco Games sur PlayStation 4 et PlayStation Vita. Il est la suite de Digimon Story: Cyber Sleuth, et publié en Japon en décembre 2017, et à l'international le mois suivant. Un portage sur Nintendo Switch et Microsoft Windows est sorti en octobre 2019.

## Trame
Hacker's Memory prend place dans le même monde que Digimon Story: Cyber Sleuth, une version quasi-futuriste de Shibuya, au Japon, lieu dans lequel une technologie web baptisée Cyberspace Eden permet aux utilisateurs de voyager physiquement dans un autre monde. L'histoire se centre sur un jeune garçon, nommé Keisuke Amazawa (天沢ケイスケ, Amazawa Keisuke), dont le compte Eden a été volé lors d'une attaque en hameçonnage. Après s'être fait voler son identité, il est accusé d'un crime qu'il n'a pas commis, rejoint un groupe de hackers appelé Hudie, et tente d'accéder au cœur de l'Eden pour trouver ce qu'il se passe réellement. Sur son chemin, il s'associe à plusieurs digimon, des formes de vie numériques. Keisuke est assisté dans sa mission par Erika Mishima (御島エリカ, Mishima Erika), une espionne, membre recluse des Hudie accompagnée de son partenaire Wormmon.Des personnages issus de Cyber Sleuth comme Fei et sa partenaire TigerVespamon du groupe de hack Zaxon apparaissent également, mais brièvement, dans le jeu.

## Système de jeu
Digimon Story: Cyber Sleuth - Hacker's Memory reprend des éléments de jeu vidéo de rôle, joué en vue à la troisième personne dans lequel le joueur prend contrôle de Keisuke Amazawa, un dompteur de digimon qui peut commander jusqu'à trois digimon lors de combats. Le joueur peut contrôler Gotsumon, Betamon, ou Tentomon au début du jeu, et peut en capturer d'autre pendant sa progression.
Il comprend un total de 336 créatures, dont celles déjà présentes dans le jeu Digimon Story: Cyber Sleuth, accompagnées de 87 monstres supplémentaires. Il comprend aussi certaines zones et cartes du jeu original.

## Développement
Hacker's Memory est annoncé dans l'édition mars 2017 du magazine japonais V Jump, comme suite du jeu Digimon Story: Cyber Sleuth, pour le 14 décembre 2017,. La version PlayStation 4 japonaise comprend le titre Cyber Sleuth, qui est à l'origine portée dans l'occident. Bandai Namco Entertainment décrit le jeu comme « une autre phase » de l'histoire déjà racontée dans Cyber Sleuth.

## Accueil
Les versions PlayStation Vita et PlayStation 4 de Hacker's Memory reçoivent une note globale de 35 sur 40 par le magazine japonais Famitsu, sur la base de notes individuelles de 9, 9, 9 et 8.
Hacker's Memory reçoit des critiques moyennes à mitigées lors de sa sortie en anglais, avec une moyenne de 73 sur 100 sur le site d'évaluation Metacritic.

### Ventes
Au Japon, Hacker's Memory connait des ventes inférieures aux estimations. Selon les données de Media Create, la version Vita s'est vendue à 24 636 exemplaires lors de sa première semaine de commercialisation, et la version PlayStation 4 à 20 890 exemplaires, devenant respectivement les neuvième et dixième titres logiciels les plus vendus pour cette période sur ce territoire. Au Royaume-Uni, Hacker's Memory a été le dixième jeu le plus vendu au cours de sa première semaine. Hacker's Memory a été le jeu PS Vita le plus vendu de 2018 aux États-Unis. 
Le portage Switch de la Complete Edition se vend à 4 536 exemplaires lors de sa première semaine au Japon. En octobre 2020, Hacker's Memory et Cyber Sleuth avaient écoulé plus de 1,5 million d'unités cumulées dans le monde.
En France, le portage Digimon Story Cyber Sleuth: Complete Edition sur Steam se hisse à la 31e mondialement des meilleures ventes en première semaine, 62e en deuxième. En France, le jeu se classe 63e en première semaine.